# Getge Sarā
Getge Sarā (persiska: گتگ سرا) är en ort i Iran.   Den ligger i provinsen Gilan, i den nordvästra delen av landet, 300 km nordväst om huvudstaden Teheran. Antalet invånare är 576.
Terrängen runt Getge Sarā är platt åt nordost, men åt sydväst är den kuperad.  Närmaste större samhälle är Hashtpar, 16,6 km nordväst om Getge Sarā. I omgivningarna runt Getge Sarā växer i huvudsak blandskog.